# Jean Cayrol
Pour les articles homonymes, voir Cayrol.
Jean Cayrol, né le 6 juin 1911 à Bordeaux et mort le 10 février 2005 dans la même ville, est un écrivain (poète, romancier et essayiste), éditeur et résistant français.

## Biographie
Dès son adolescence, Jean (Raphaël Marie Noël) Cayrol se consacre à l'écriture et fonde à l'âge de seize ans une revue littéraire, Abeilles et Pensée (en hommage à Paul Claudel), avec Jacques Dalleas. C'est la voie qu'il choisit après l'échec de son doctorat en droit.
Durant la Seconde Guerre mondiale, Jean Cayrol s'engage dans la Résistance (réseau Confrérie Notre-Dame du colonel Rémy). Arrêté en 1942, après avoir été dénoncé, il est déporté N.N. (Nacht und Nebel) au camp de concentration de Gusen, camp satellite du camp de concentration de Mauthausen. Cette expérience a nourri ses Poèmes de la nuit et du brouillard. Au camp de Gusen, Jean Cayrol rencontra le père Jacques de Jésus, un carme français déporté pour faits de résistance - notamment, le fait d'avoir caché, dans le collège d'Avon dont il était directeur, des maquisards et des enfants juifs. Ce prêtre mourut peu après la libération du camp par l'armée américaine. Jean Cayrol lui dédiera Chant funèbre à la mémoire du Révérend Père Jacques en ces termes : « Pour mon plus que frère, le R.P. Jacques du carmel d'Avon […], qui fit sourire le Christ dans le camp de Gusen, mort d'épuisement à Linz, le 2 juin 1945. » Dans Au revoir les enfants de Louis Malle (1987), le Père Jacques est représenté par un personnage nommé Père Jean (qu'incarne Philippe Morier-Genoud).
Jean Cayrol a obtenu le prix Renaudot en 1947 pour son roman Je vivrai l'amour des autres, le grand prix littéraire de Monaco en 1968 pour l'ensemble de son œuvre et le prix international du Souvenir en 1969. Il a été membre de l'Académie Goncourt de 1973 à 1995. Il a également participé, comme scénariste ou réalisateur, à quelques films et téléfilms, dont au moins cinq courts-métrages, avec la complicité de Claude Durand. L'un de ces films, Nuit et Brouillard, dont il a écrit le commentaire, a vivement impressionné des générations entières de spectateurs depuis 1955. Au début des années 1950, il entre comme éditeur aux éditions du Seuil, et y restera jusqu'à la fin des années 1980 où il a rencontré Jeanne Durand (1921-2020) qu'il a épousée et qui l'a soigné jusqu'à sa mort en 2005.
Son passé et son tempérament discret lui font éviter de se montrer en société, même après son élection à l'Académie Goncourt. En revanche, il se montre actif comme éditeur : son goût et sa patience lui font découvrir et publier des auteurs alors inconnus qui trouveront leur voie, comme Philippe Sollers, Didier Decoin, Roland Barthes, Erik Orsenna, Bertrand Visage, Marcelin Pleynet, Denis Roche ou encore Mohammed Dib et Kateb Yacine. Beaucoup d'entre eux suivront l'exemple de Jean Cayrol pour devenir d'importants découvreurs de jeunes talents littéraires.
L'écriture de Cayrol, dominée par la figure de Lazare, revenu d'entre les morts, représentation du retour de l'univers concentrationnaire, s'est toujours située dans une modernité radicale, avant même l'émergence du « nouveau roman ». Les personnages sont passifs et anonymes face à un monde dépourvu de sens, dans un espace détaché de la conception narrative classique.
Jean Cayrol a lui-même donné son aval, par ses écrits et autres participations, à l'élaboration du vocable « lazaréen » pour qualifier divers genres artistiques modernes, principalement teintés de l'expérience de la Seconde Guerre mondiale.

## Œuvres

### Poésie
- 1936 : Le Hollandais volant. Marseille : les Cahiers du Sud. 79 p.
- 1939 : Les Phénomènes célestes. Marseille : Les Cahiers du Sud.
- 1940 : Le Dernier Homme. Bruxelles : Les Cahiers du Journal des poètes, no 72. 71 p.
- 1943 : Miroir de la rédemption, précédé de Et nunc, Les Poètes des Cahiers du Rhône (série rouge), XIV-(49), Éditions de la Baconnière, Neuchâtel, janvier 1944, 96 p.
- 1945 : Poèmes de la nuit et du brouillard, éditions Pierre Seghers, 1946 ; réed. éditions du Seuil, 1988 et 1995.
- 1947 : Passe-temps de l'homme et des oiseaux, suivi de Dans le meilleur des mondes, postface de Pierre Emmanuel, Les Poètes des Cahiers du Rhône (série rouge), XX(72), Éditions de la Baconnière, Neuchâtel, juin 1947, 112 p.
- 1952 : Les Mots aussi sont des demeures. Neuchâtel, Éditions de la Baconnière ; Paris, Éditions du Seuil ; coll. « Les Cahiers du Rhône », série rouge, no 88, et coll. « les Poètes des Cahiers du Rhône », no 22. 142 p.
- 1969 : Poésie-journal I
- 1977 : Poésie-journal II
- 1980 : Poésie-journal III
- 1985 : Poèmes Clefs
- 1988 : Œuvre poétique, une anthologie de ses textes.
- 1991 : De vive voix.  Paris : Éditions du Seuil. 102 p.
- 1994 : D'une voix céleste. Paris : Éditions du Seuil. 54 p.  (ISBN 9782020217187)
- 1997 : Alerte aux ombres 1944-1945. Paris : Éditions du Seuil. 106 p.   (ISBN 9782020309301)

### Romans, récits et nouvelles
- 1935 : Ce n'est pas la mer. Paris : Cahiers du fleuve. 52 p.
- 1947 : Je vivrai l'amour des autres, Neuchâtel, Éditions La Baconnière ; Paris, Éditions du Seuil. Initialement publié en deux volumes (voir ci-dessous) puis réédité en un seul. Prix Renaudot en 1947.
  - Tome I : On vous parle. Neuchâtel, Éditions La Baconnière ; Paris, Éditions du Seuil. 180 p.
  - Tome II : Les Premiers Jours. Neuchâtel, Éditions La Baconnière ; Paris, Éditions du Seuil. 310 p.
- 1949 : La Noire
- 1949 : La Couronne du chrétien ou La Folle Journée, Neuchâtel, Éditions La Baconnière, coll. « La bibliothèque elzévirienne ». 79 p.
- 1952 : Le vent de la mémoire, Éditions La Baconnière, 221 p.
- 1954 : L'Espace d'une nuit, roman. Neuchâtel : Éditions La Baconnière ; Paris, Éditions du Seuil. 174 p.
- 1956 : Le Déménagement. Paris : Éditions du Seuil. 222 p.
- 1957 : La Gaffe, récit. Paris : Éditions du Seuil. 191 p.
- 1959 : Les Corps étrangers. Paris : Éditions du Seuil. 190 p.
- 1963 : Le Froid du soleil, roman.  Paris : Éditions du Seuil. 158 p.
- 1963 : Le Droit de regard
- 1966 : Midi minuit, roman. Paris : Éditions du Seuil. 221 p[4].
- 1968 : De l'espace humain. Paris : Éditions du Seuil, coll. « Intuitions ». 190 p.
- 1968 : Je l'entends encore, roman. Paris : Éditions du Seuil. 256 p.
- 1969 : Histoire d'une prairie.  Paris : Éditions du Seuil. 175 p.
- 1972 : Histoire d'un désert. Paris : Éditions du Seuil. 237 p.
- 1973 : Histoire de la mer. Paris : Éditions du Seuil. 187 p.
- 1974 : Kakemono hôtel, roman. Paris : Éditions du Seuil. 205 p.
Adapté en 1978 dans un téléfilm du même nom, scénarisé et réalisé par Franck Apprederis, avec notamment Charles Denner, Marie Dubois et Madeleine Barbulée
- 1975 : Histoire de la forêt, récit. Paris : Éditions du Seuil. 237 p.
- 1976 : Histoire d'une maison, roman. Paris : Éditions du Seuil. 282 p.
- 1978 : Les Enfants pillards, récit.  Paris : Éditions du Seuil. 186 p.
- 1979 : Histoire du ciel, récit. Paris : Éditions du Seuil. 218 p.
- 1980 : Exposés au soleil, courts récits. Paris : Éditions du Seuil. 189 p.   (ISBN 2020054582)
- 1981 : L'Homme dans le rétroviseur, roman. Paris : Éditions du Seuil. 213 p.   (ISBN 2020057247)
- 1983 : Un mot d'auteur, récit. Paris : Éditions du Seuil. 189 p.   (ISBN 2020063301)
- 1984 : Qui suis-je ? suivi de, Une mémoire toute fraîche, Paris : Éditions du Seuil, 213 p.  (ISBN 2020067099)
- 1986 : Les Châtaignes, récit. Paris : Éditions du Seuil. 149 p.   (ISBN 2020090236)
- 1987 : Des nuits plus blanches que nature, Paris : Éditions du Seuil, 149 p.   (ISBN 2020095378)
- 1992 : À pleine voix, Paris : Éditions du Seuil, 90 p.    (ISBN 2020147092)

### Autres
- 1944 : Chant d'espoir, chant composé avec Remy Gillis dans le camp concentrationnaire de Gusen : Bruxelles, Les Éditions Musique Populaire
- 1950 : Lazare parmi nous, essai. Neuchâtel : Éditions La Baconnière ; Paris, Éditions du Seuil ; coll. « les Cahiers du Rhône ». 110 p.
- 1952 : Les Mille et Une Nuits du chrétien. Paris : Téqui, coll. « Notre monde », no 6. 128 p.
- 1955 : Manessier. Paris : G. Fall, coll. « Le Musée de Poche », no 1. 46 p.
- 1963 : Le Droit de regard (avec Claude Durand). Paris : Éditions du Seuil, coll. « Pierres vives ». 189 p. + 6 p. de planches.
- 1973 : Lectures, essai. Paris : Éditions du Seuil. 150 p.

### Cinéma et télévision
- 1956 : Nuit et Brouillard. Court-métrage documentaire, réalisé par Alain Resnais, scénarisé par Jean Cayrol. Narrateur : Michel Bouquet.
- 1960 : On vous parle. Court-métrage scénarisé, réalisé et photographié par Jean Cayrol et Claude Durand. Narrateur : Daniel Sorano.
- 1961 : Madame se meurt (court métrage : coréalisé par Claude Durand). Narratrice : Suzanne Flon.
- 1961 : La Frontière. Court-métrage documentaire réalisé par Jean Cayrol et Claude Durand, produit par Pierre Braunberger pour Les Films de la Pléiade. Narrateur : Laurent Terzieff.
- 1963 : Muriel ou le Temps d'un retour. Long-métrage réalisé par Alain Resnais et scénarisé par Jean Cayrol.
- 1965 : Le Coup de grâce. Long-métrage scénarisé et réalisé par Jean Cayrol et Claude Durand. Avec notamment Danielle Darrieux et Michel Piccoli.
- 1975 : Ne pas déranger. Téléfilm réalisé par Jean Cayrol. (Informations fragmentaires)

## Hommages
Une place à Bordeaux, dans l'écoquartier Ginko, porte le nom de Jean Cayrol.

## Pour approfondir